# Krieriegel
Der Krieriegel ist ein 682 m ü. A. hoher Berg im Rosaliengebirge im Burgenland. Er liegt in der Gemeinde Wiesen südöstlich der Lanzenkirchener Katastralgemeinde Ofenbach und nordwestlich von Forchtenstein. Nur etwa 200 Meter westlich des Gipfels verläuft die Grenze zu Niederösterreich, an der entlang ein Wanderweg verläuft. Nachbarberge sind der Heuberg (748 m, auch als Rosalia bezeichnet) im Süden, der Bauernmaiß (630 m) im Norden und der Kogel (537 m) im Nordosten.